# قايم أباد (أرزوئية)
قایم أباد (بالفارسية: قایم‌آباد) هي منطقة سكنية تقع في إيران في Arzuiyeh Rural District. يقدر عدد سكانها بـ 41 نسمة .